# Tenera è la notte (film)
Tenera è la notte (Tender Is the Night) è un film del 1962 diretto da Henry King, basato sull'omonimo romanzo scritto da Francis Scott Fitzgerald nel 1934.

## Trama
Il dottor Dick Diver è uno psichiatra che aveva avuto come paziente la futura moglie Nicole. I due si sposano e hanno due figli. Nicole ha l'esigenza di viaggiare e chiede al marito di interrompere il suo lavoro all'interno della struttura psichiatrica in cui presta servizio e di lasciare i suoi pazienti. Alcuni imprevisti costringono Dick a recarsi a Zurigo per problemi di lavoro. Nel frattempo la moglie cederà alle lusinghe di un suo spasimante.

## Riconoscimenti
- 1962 - National Board of Review
  - Miglior attore (Jason Robards)